# Pallenopsis desperado
Pallenopsis desperado är en havsspindelart som beskrevs av Bamber 2006. Pallenopsis desperado ingår i släktet Pallenopsis och familjen Phoxichilidiidae. Inga underarter finns listade i Catalogue of Life.